# 名取市
名取市（なとりし）は、宮城県の中央南部に位置する市。東北地方最大の都市である仙台市に隣接しており、市内には仙台空港がある。1958年（昭和33年）市制施行。
地名の「名取」はアイヌ語の湿田に由来しているとの説がある。

## 地理

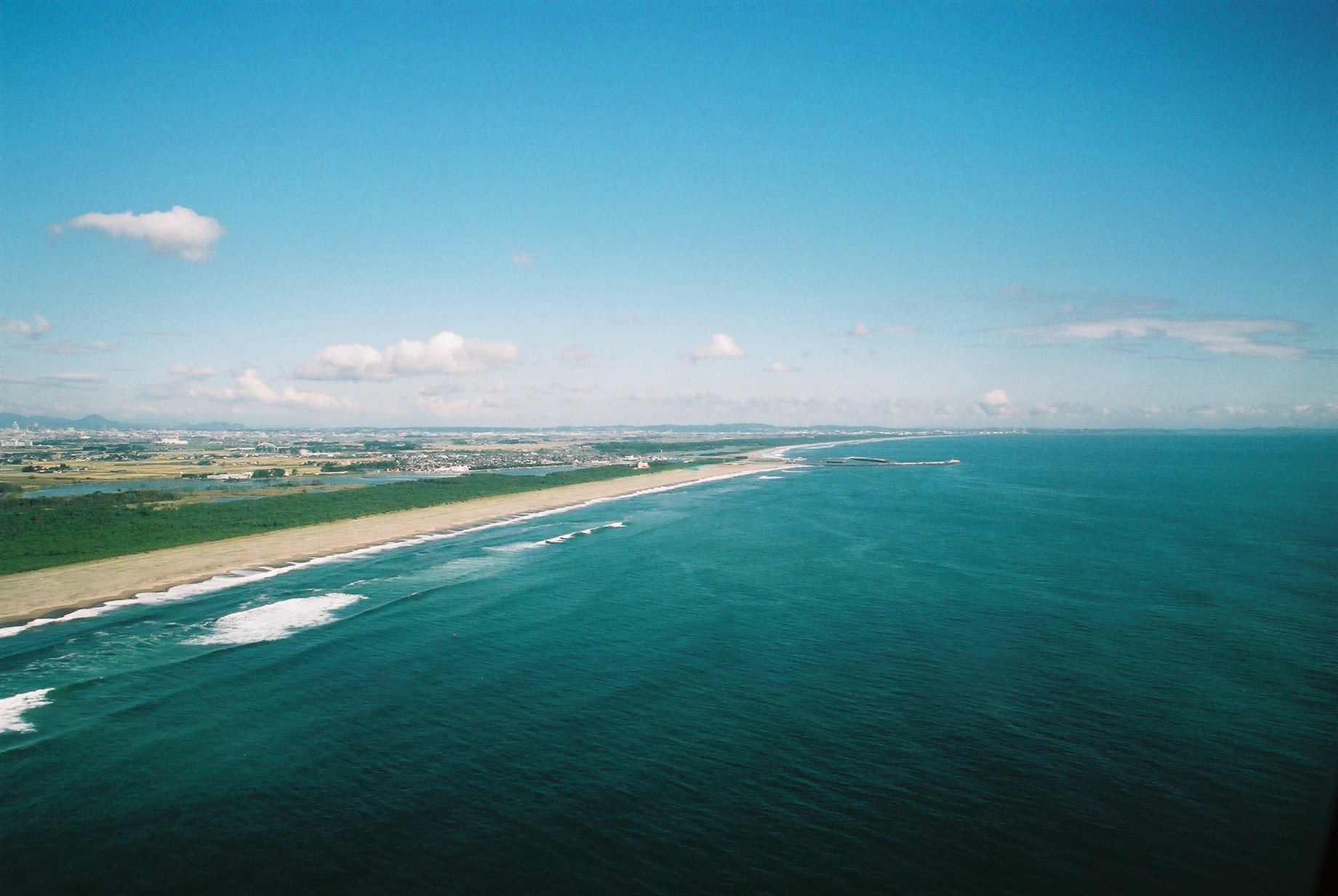
名取市の沿岸部の閖上地区。

### 位置
宮城県の南部に位置し、太平洋に面する。
市の西部は陸前丘陵の一部を成す高舘丘陵、東部は仙台平野（名取平野）である。
北に接する仙台市との境に名取川が流れ、河口部の閖上に閖上港がある。
また、東北自動車道、国道4号線、東北新幹線、東北本線が縦貫している。
市の中心部は愛島丘陵北側の名取駅周辺に広がる。
名取市北部の下余田字原田が、仙台市太白区内に浮かぶ飛び地のように存在しているように見えるが、太白区袋原字定野を突っ切って名取市・原田地区に至る名取市道門ノ目線（北端で仙台市道定野街道線と接続）が幅員数m、長さ280mの細長い名取市域として接続しているため、原田地区は飛び地とはなっていない。

### 地形
西が高く東が低い地勢にそって、市内の河川は西から東に下る。
奥羽山脈から流れるのは名取川だけで、あとは丘陵に源を持つ小河川である。
増田川と川内沢川は名取市内から、志賀沢川は岩沼市内の丘陵から流れ出る。
平野部にはこれら河川から水を引いた水路が縦横に巡らされ、海岸線に沿って掘削された貞山堀に流れこむ。

#### 山岳
主な山
- 日和山 - 平野部である閖上地区にある築山。

#### 河川
主な川
- 名取川
- 増田川
- 川内沢川
- 志賀沢川

#### 湖沼
主な湖
- 広浦 - 閖上地区にある潟湖。閖上漁港として船舶が停泊している。
- 樽水ダム（増田川）

#### 海岸
主な砂浜
- 閖上浜

### 気候
| 名取（2003年 - 2020年）の気候      | 名取（2003年 - 2020年）の気候 | 名取（2003年 - 2020年）の気候 | 名取（2003年 - 2020年）の気候 | 名取（2003年 - 2020年）の気候 | 名取（2003年 - 2020年）の気候 | 名取（2003年 - 2020年）の気候 | 名取（2003年 - 2020年）の気候 | 名取（2003年 - 2020年）の気候 | 名取（2003年 - 2020年）の気候 | 名取（2003年 - 2020年）の気候 | 名取（2003年 - 2020年）の気候 | 名取（2003年 - 2020年）の気候 | 名取（2003年 - 2020年）の気候 |
| 月                                 | 1月                           | 2月                           | 3月                           | 4月                           | 5月                           | 6月                           | 7月                           | 8月                           | 9月                           | 10月                          | 11月                          | 12月                          | 年                            |
| ---------------------------------- | ----------------------------- | ----------------------------- | ----------------------------- | ----------------------------- | ----------------------------- | ----------------------------- | ----------------------------- | ----------------------------- | ----------------------------- | ----------------------------- | ----------------------------- | ----------------------------- | ----------------------------- |
| 最高気温記録 °C （°F）             | 14.7 (58.5)                   | 22.0 (71.6)                   | 22.9 (73.2)                   | 28.9 (84)                     | 32.1 (89.8)                   | 35.6 (96.1)                   | 37.3 (99.1)                   | 37.2 (99)                     | 36.0 (96.8)                   | 29.7 (85.5)                   | 26.7 (80.1)                   | 21.3 (70.3)                   | 37.3 (99.1)                   |
| 平均最高気温 °C （°F）             | 6.2 (43.2)                    | 6.8 (44.2)                    | 10.3 (50.5)                   | 14.8 (58.6)                   | 19.5 (67.1)                   | 22.5 (72.5)                   | 25.6 (78.1)                   | 27.7 (81.9)                   | 24.8 (76.6)                   | 19.9 (67.8)                   | 14.5 (58.1)                   | 8.9 (48)                      | 16.8 (62.2)                   |
| 日平均気温 °C （°F）               | 1.6 (34.9)                    | 2.2 (36)                      | 5.4 (41.7)                    | 10.0 (50)                     | 15.1 (59.2)                   | 19.0 (66.2)                   | 22.4 (72.3)                   | 24.3 (75.7)                   | 21.1 (70)                     | 15.4 (59.7)                   | 9.6 (49.3)                    | 4.2 (39.6)                    | 12.5 (54.5)                   |
| 平均最低気温 °C （°F）             | −3.1 (26.4)                   | −2.6 (27.3)                   | 0.2 (32.4)                    | 5.1 (41.2)                    | 11.1 (52)                     | 16.0 (60.8)                   | 20.0 (68)                     | 21.6 (70.9)                   | 17.6 (63.7)                   | 10.8 (51.4)                   | 4.5 (40.1)                    | −0.5 (31.1)                   | 8.4 (47.1)                    |
| 最低気温記録 °C （°F）             | −10.0 (14)                    | −11.8 (10.8)                  | −7.7 (18.1)                   | −2.6 (27.3)                   | 2.9 (37.2)                    | 7.9 (46.2)                    | 13.9 (57)                     | 13.6 (56.5)                   | 7.1 (44.8)                    | 0.5 (32.9)                    | −3.7 (25.3)                   | −8.4 (16.9)                   | −11.8 (10.8)                  |
| 降水量 mm （inch）                 | 31.4 (1.236)                  | 23.3 (0.917)                  | 63.0 (2.48)                   | 85.5 (3.366)                  | 96.0 (3.78)                   | 107.6 (4.236)                 | 155.6 (6.126)                 | 128.8 (5.071)                 | 169.1 (6.657)                 | 164.3 (6.469)                 | 55.9 (2.201)                  | 43.2 (1.701)                  | 1,124.3 (44.264)              |
| 平均降水日数 （≥1.0 mm）           | 3.7                           | 4.6                           | 6.3                           | 7.8                           | 8.1                           | 9.4                           | 13.4                          | 10.4                          | 10.3                          | 8.2                           | 5.5                           | 5.4                           | 93.9                          |
| 出典1：Japan Meteorological Agency |                               |                               |                               |                               |                               |                               |                               |                               |                               |                               |                               |                               |                               |
| 出典2：気象庁                      |                               |                               |                               |                               |                               |                               |                               |                               |                               |                               |                               |                               |                               |

### 人口
| |                                        |  |
| 名取市と全国の年齢別人口分布（2005年） | 名取市の年齢・男女別人口分布（2005年） |  |
| ■紫色 ― 名取市 ■緑色 ― 日本全国 | ■青色 ― 男性 ■赤色 ― 女性              |  |
| 名取市（に相当する地域）の人口の推移 \| 1970年（昭和45年） \| 40,845人 \| \| \| 1975年（昭和50年） \| 46,730人 \| \| \| 1980年（昭和55年） \| 49,715人 \| \| \| 1985年（昭和60年） \| 50,897人 \| \| \| 1990年（平成2年） \| 53,732人 \| \| \| 1995年（平成7年） \| 61,993人 \| \| \| 2000年（平成12年） \| 67,216人 \| \| \| 2005年（平成17年） \| 68,662人 \| \| \| 2010年（平成22年） \| 73,134人 \| \| \| 2015年（平成27年） \| 76,668人 \| \| \| 2020年（令和2年） \| 78,718人 \| \| |                                        |  |
| 総務省統計局 国勢調査より |                                        |  |
| 1970年（昭和45年） | 40,845人                               |  |
| 1975年（昭和50年） | 46,730人                               |  |
| 1980年（昭和55年） | 49,715人                               |  |
| 1985年（昭和60年） | 50,897人                               |  |
| 1990年（平成2年） | 53,732人                               |  |
| 1995年（平成7年） | 61,993人                               |  |
| 2000年（平成12年） | 67,216人                               |  |
| 2005年（平成17年） | 68,662人                               |  |
| 2010年（平成22年） | 73,134人                               |  |
| 2015年（平成27年） | 76,668人                               |  |
| 2020年（令和2年） | 78,718人                               |  |

平成27年国勢調査より前回調査からの人口増減をみると、4.83％増の76,668人であり、増減率は県下35市町村中5位。40行政区域中6位。

#### 健康
- 平均年齢
  - 41.1歳（2005年国勢調査のデータによる）

### 隣接自治体・行政区
宮城県
- 仙台市（若林区、太白区）
- 岩沼市
- 柴田郡：村田町

## 歴史

### 古代
当市から仙台市南部にかけては、4世紀後半の古墳時代前期から多数の古墳が造営された。
中でも最大のものが愛島丘陵東端に築かれた東北地方最大の雷神山古墳である。
大型前方後円墳はこれ一つだが、多数の中小古墳が作られ、7-8世紀の横穴墓に続いた。
名取に国造は置かれなかったようだが、評（後の郡）は7世紀から建てられたと推定される。
名取郡は現在の仙台市南部と当市・岩沼市にまたがり、文献史料に名取郡とだけあるものから場所を現在の名取市域に絞り込めることはあまりない。

### 中世
平安時代に高舘丘陵北東麓に紀伊国の熊野神社の本宮・新宮・那智社が勧請され、名取熊野三山を形成した。
熊野社の分社は多いが、三社を合祀せず別々に設けて三山を引き写したのは全国的にみても珍しい。
名取の熊野別当は奥州合戦で敗れた藤原氏にくみしたが、降って赦された。
中世の名取郡は細分され、郡全体を支配する荘園も武士も生まれなかった。
戦国時代には14世紀後半に相馬氏の影響が及び、15世紀には伊達氏の覇権に服し、最終的に伊達領に組み込まれた。
以後、近世を通じて仙台藩に属した。

### 近世
仙台藩は新しく奥州街道を開き、増田宿を置いた。
仙台藩は陸奥国領内を南・北・中奥・奥の4つに分割して各々郡奉行を置き、その下を19の代官区に細分して支配したが、後に名取市にまとまる地域、すなわち増田村など22の村と1つの浜（閖上浜）は、全域が南郡奉行の下に置かれ、高柳村・大曲村・牛野村・小塚原村・閖上浜の4村1浜（明治以降に東多賀村→閖上町）が名取郡北方の長町代官所に、残りの18村が名取郡南方の増田代官所に統治された。
増田には三と七がつく日に市が立った。
| 高 舘 丘 陵 | 高舘村 （431戸） | 増田町 （580戸） | 東多賀村 （570戸） | 仙 台 湾 |
| 高 舘 丘 陵 | 愛島村 （373戸） | 館腰村 （461戸） | 下増田村 （277戸） | 仙 台 湾 |

### 近代
明治時代に入ると、藩政時代の村を基本単位として数か村を様々な組み合わせでまとめて行政単位が置かれた。
後の名取市やその前身となる町村の境界をまたぐ形で区画されたことも多く、後に名取市となる区域が意識されることはなかった。
旧・奥州街道沿いに敷設された「日本鉄道」（現・JR東北本線）が1887年（明治20年）に仙台区（現・仙台市）の仙台駅を経て塩竈（現・塩竈市）の塩竈駅（後の塩釜埠頭駅）まで開通すると翌年、増田にも増田駅（後の名取駅）が置かれた。
1889年（明治22年）の町村制施行で、現・名取市の市域には高舘丘陵東麓の高舘村と愛島村、現・東北線沿いの増田村と館腰村、沿岸の東多賀村と下増田村の合計6ヶ村が生まれた。当地で人口が多かったのは、旧・増田宿を中心とする増田村と、閖上浜を中心とする東多賀村だった。
1926年（大正15年）には増田村と東多賀村とを結ぶ軽便鉄道「増東軌道」が開通するが、バスとの競合により10年余りで廃止された。

### 近現代
| 高 舘 丘 陵 | 高舘村 （4,673人） | 増田町 （6,519人） | 閖上町 （9,325人）   | 仙 台 湾 |
| 高 舘 丘 陵 | 愛島村 （4,029人） | 館腰村 （4,648人） | 下増田村 （3,049人） | 仙 台 湾 |

1953年（昭和28年）制定の町村合併促進法を受け当地でも昭和の大合併の動きが生まれたが、増田町以外は仙台市との合併に傾きがちとなっていたところ、宮城県の働きかけによって6町村での合併となり、1955年（昭和30年）に名取町が成立した。港町の閖上は、合併時の人口が9325人で、6519人の増田より多かったが、町役場は増田町のものを継承し、3年後に市になったとき増田に市役所を新築した。
1964年（昭和39年）、仙台湾地区が新産業都市に指定されたため、根拠法である新産業都市建設促進法の第23条に基いて、当市や仙台市を含む8市町村での「仙塩合併」が議論されたが不調に終わった。

### 現代
当市は仙台市のベッドタウンとしての機能も持っているが、宅地開発は1980年代後半から大規模に始まった。
宅地開発はそれまで市内では人口が少なかった地域で行われ、20世紀中は旧・高舘村や旧・愛島村の村域だった西部の丘陵地帯（高館丘陵および愛島丘陵）、21世紀になってからは旧・下増田村の仙台空港鉄道仙台空港線沿線で活発となっている。
- 高館丘陵・愛島丘陵
  - 旧・高舘村 ：相互台・ゆりが丘（以上1985年）・那智が丘（1986年）・みどり台（1992年）・相互台東（1999年）
  - 旧・愛島村 ： 愛島台（1992年）・愛の杜（1997年）・愛島東部第2（1999年）
- 仙台空港鉄道仙台空港線沿線
  - 旧・下増田村 ： 杜せきのした・美田園（以上2004年）

| 高 舘 丘 陵 | 旧・高舘村 （18,539人） | 旧・増田町 （24,121人） | 旧・閖上町 （07,105人）   | 仙 台 湾 |
| 高 舘 丘 陵 | 旧・愛島村 （10,864人） | 旧・館腰村 （07,627人） | 旧・下増田村 （04,490人） | 仙 台 湾 |

1989年（平成元年）、仙台市が泉市等を合併して政令指定都市に移行し、1990年（平成2年）に仙台空港初の国際定期便が就航すると、仙台空港の滑走路延長や仙台空港アクセス鉄道の整備促進などを理由に、1991年（平成3年）12月24日に県選出の国会議員から当市と仙台市との合併を促す発言があった。また、仙台東部道路や県道仙台館腰線の開通を控えた1994年（平成6年）2月27日、当市の住民有志が「仙台名取合併推進協議会」を設立したことで再び当市と仙台市との合併論議が沸き起こった。このとき、旧住民が多い旧・増田町や旧・閖上町と、宅地開発で新住民が急増していた西部の旧・高舘村や旧・愛島村という対立軸が形成された。しかし、1996年（平成8年）7月14日の名取市長選挙で合併反対派の現職候補が勝利し、合併論議は収束した。
2011年（平成23年）3月11日、東北地方太平洋沖地震（東日本大震災）が発生し、旧・閖上町の中心部や旧・下増田村の沿岸地域が津波の被害を受けて、多数の犠牲者を出した。

### 沿革
- 明治元年12月7日（1869年1月19日） - 陸奥国分割により陸前国に属す。
- 1888年（明治21年）10月11日 - 日本鉄道（現・JR東北本線）に増田駅（後の名取駅）が開業。
- 1889年（明治22年）4月1日 - 町村制施行に伴い、名取郡増田村、東多賀村、下増田村、館腰村、愛島村及び高舘村が発足する。
- 1896年（明治29年）6月30日 - 増田村が町制施行して増田町となる。
- 1926年（大正15年）11月21日 - 増田と閖上を結ぶ増東軌道が開業。
- 1928年（昭和3年）4月1日 - 東多賀村が町制施行及び名称を変更して閖上町となる。
- 1929年（昭和4年） - 閖上町に閖上港開設
- 1939年（昭和14年）9月19日 - 増東軌道が廃止となる。
- 1940年（昭和15年） - 下増田村に日本陸軍の空港「名取飛行場」（後の「仙台飛行場」「仙台空港」）が開港。
- 1955年（昭和30年）4月1日 - 増田町、閖上町、下増田村、館腰村、愛島村及び高舘村が合併し、名取町が発足する。
- 1957年（昭和32年）4月22日 - 仙台飛行場に初の定期便が就航。
- 1958年（昭和33年）10月1日 - 名取町が市制施行して名取市になる。
- 1959年（昭和34年）10月1日 - 市章を制定する[14]。
- 1964年（昭和39年）3月 - 仙台飛行場が「仙台空港」に改称。
- 1964年（昭和39年）度 - 国道4号仙台バイパスの市内区間が開通。
- 1972年（昭和47年）- 県道塩釜亘理線（浜街道）の閖上大橋が開通。
- 1985年（昭和60年）4月22日 - 東北本線に市内2番目の駅である館腰駅が開業。
- 1994年（平成6年）3月30日 - 仙台東部道路が開通し、市内に名取ICと仙台空港ICが新設される。
- 1994年（平成6年） - 県道仙台館腰線の太白大橋が開通。
- 2007年（平成19年）3月18日 - 全線が市内を走る仙台空港鉄道仙台空港線が開業し、3駅が新設される。仙台空港アクセス線が運行開始。
- 2011年（平成23年）3月11日 - 東北地方太平洋沖地震（東日本大震災）により被災

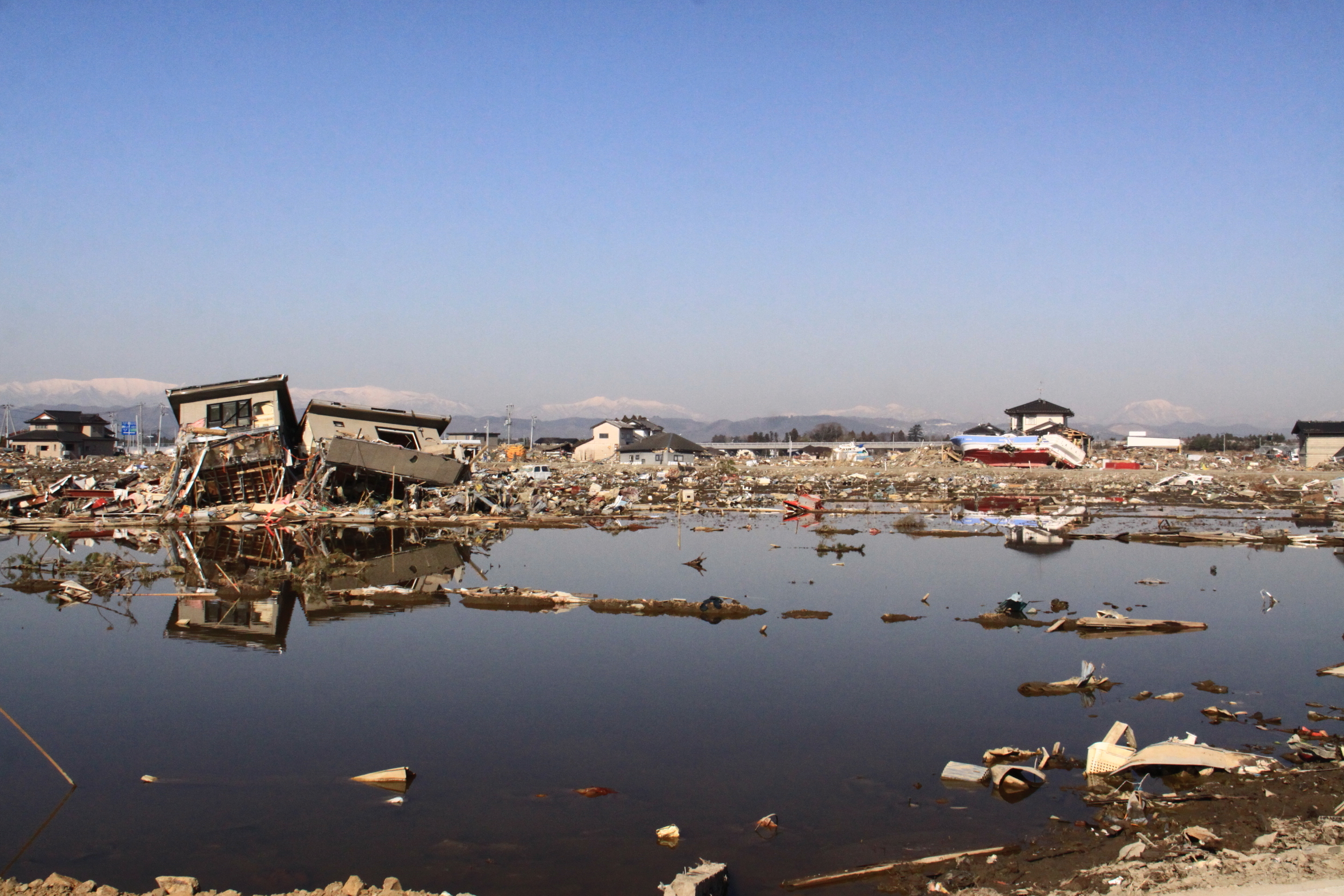
発生約1ヶ月後でも水が引かない水田（2011年4月6日）
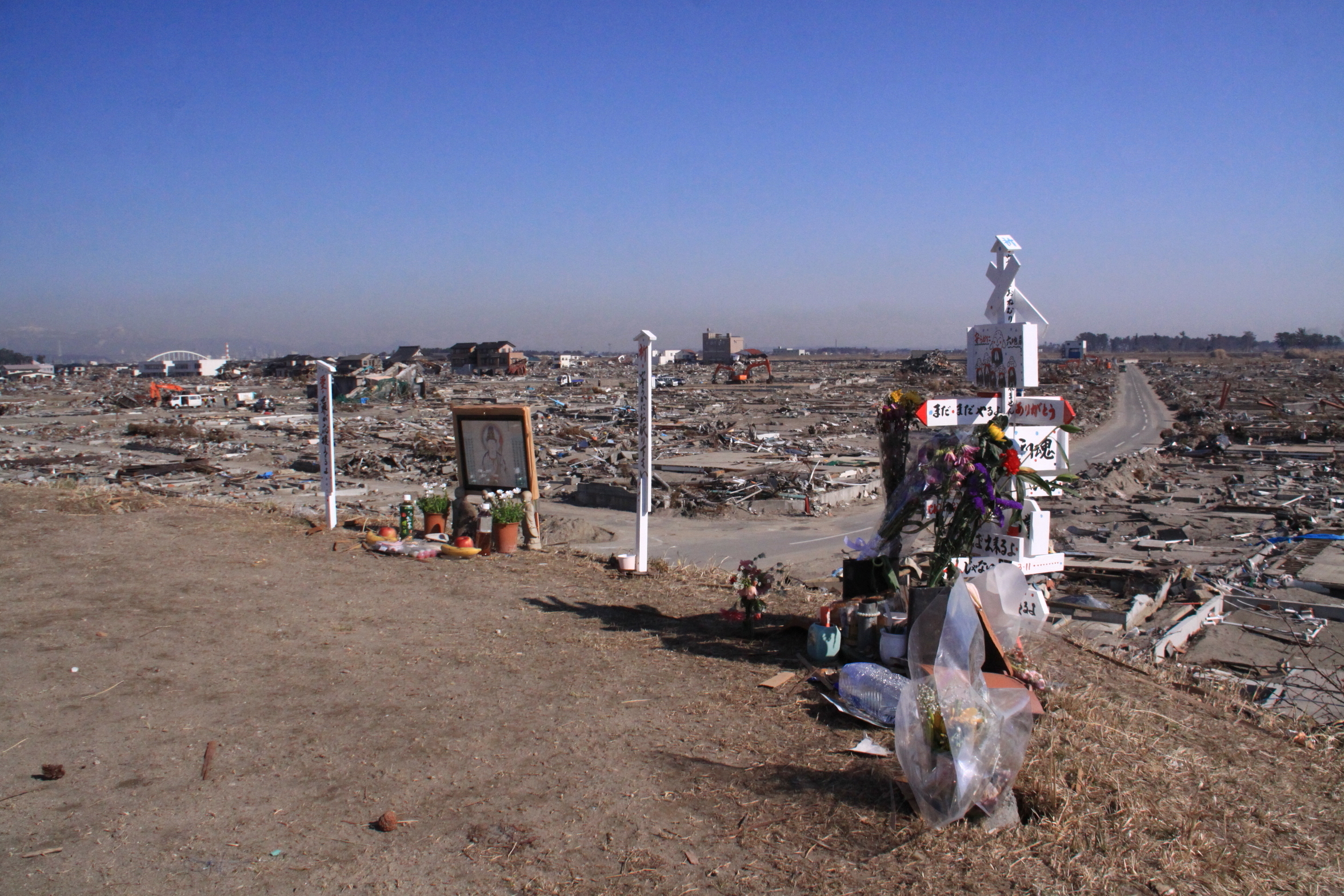
閖上地区にある日和山（標高6.3m）から見た被災地（2011年4月6日）
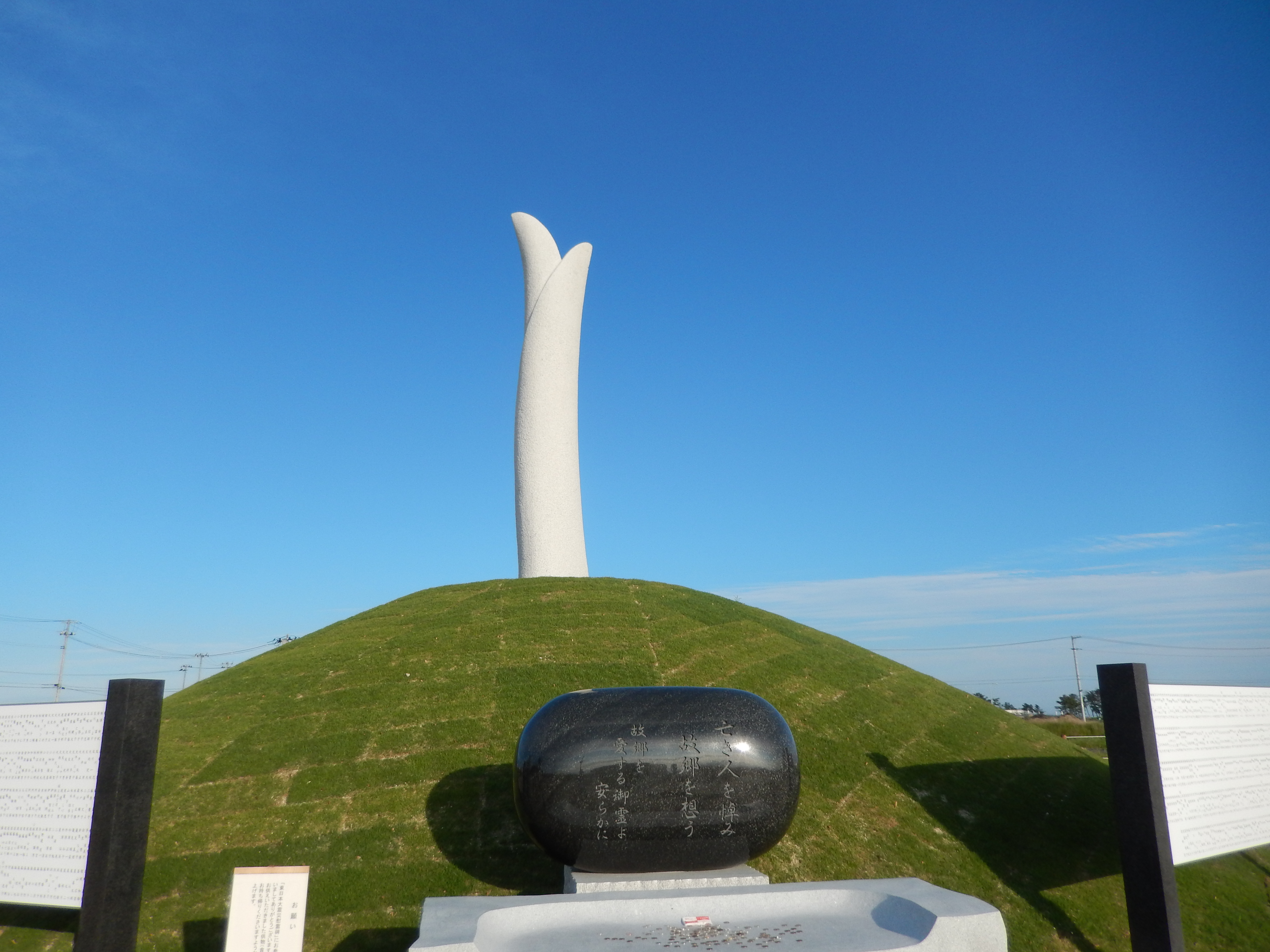
閖上震災慰霊碑（2014年8月31日）
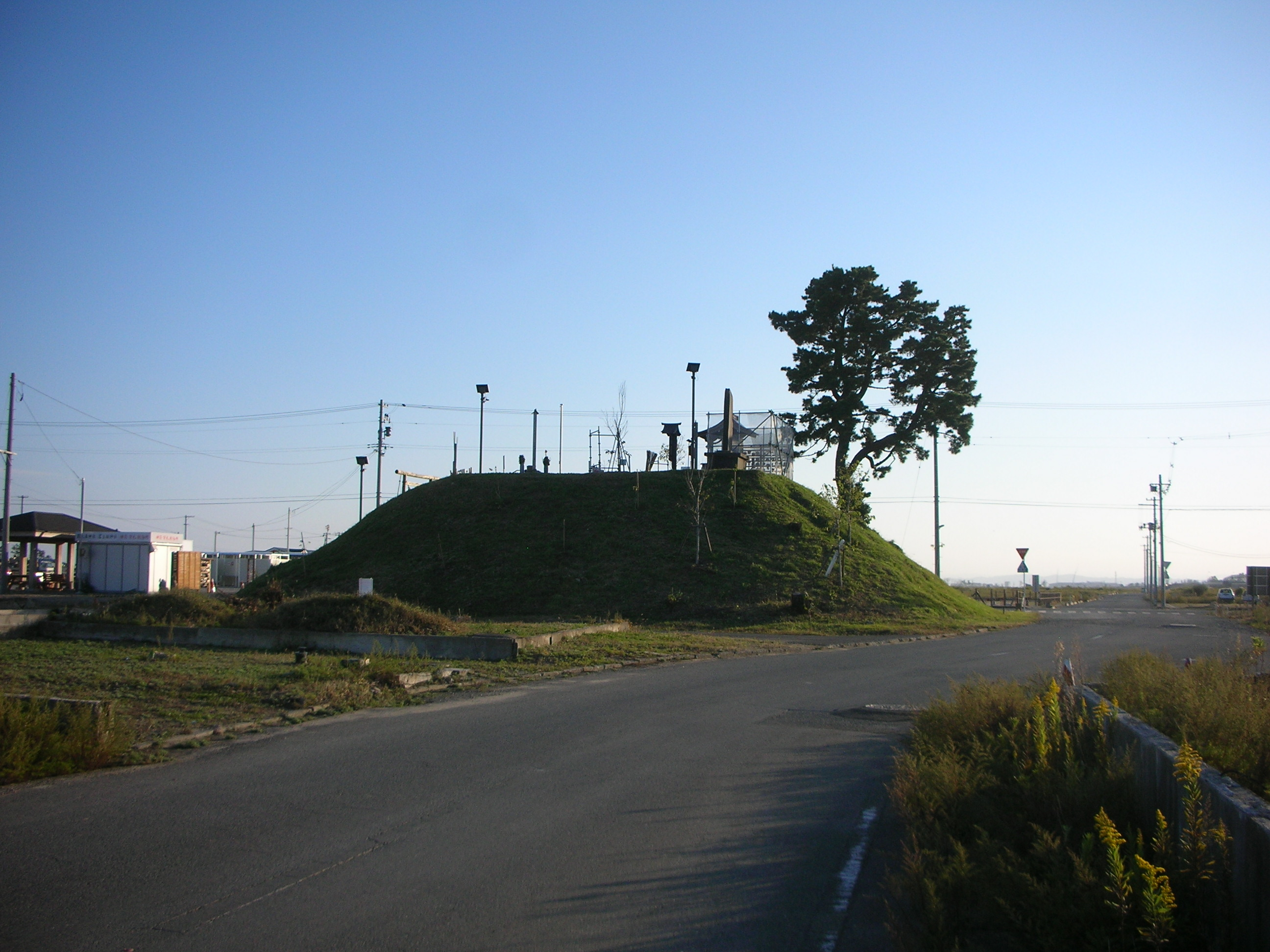
日和山（2014年10月24日）

## 政治

### 行政

#### 市長
| 代 | 氏名     | 就任                     | 退任                      | 備考                       |
| -- | -------- | ------------------------ | ------------------------- | -------------------------- |
|    | 鹿又峯治 | 1955年（昭和30年）4月1日 | 1955年（昭和30年）4月30日 | 元・増田町長。職務代執行者 |
| 1  | 高橋秀松 | 1955年（昭和30年）5月1日 | 1958年（昭和33年）9月30日 |                            |

| 代     | 氏名         | 就任                      | 退任                      | 備考         |
| ------ | ------------ | ------------------------- | ------------------------- | ------------ |
| 1・2   | 高橋秀松     | 1958年（昭和33年）10月1日 | 1963年（昭和38年）5月16日 | 町長より留任 |
| 3〜6   | 荘司庄九郎   | 1963年（昭和38年）5月17日 | 1976年（昭和51年）        |              |
| 7      | 大友安治     | 1976年（昭和51年）7月     | 1980年（昭和55年）7月     |              |
| 8〜13  | 石川次夫     | 1980年（昭和55年）7月     | 2004年（平成16年）7月24日 |              |
| 14〜16 | 佐々木一十郎 | 2004年（平成16年）7月25日 | 2016年（平成28年）7月24日 |              |
| 17・18 | 山田司郎     | 2016年（平成28年）7月25日 | 現職                      |              |

## 出先機関

### 国家機関

#### 国土交通省
- 航空大学校仙台分校
- 航空保安大学校岩沼研修センター
- 東京航空局仙台空港事務所
- 電子航法研究所岩沼分室

気象庁
- 仙台管区気象台仙台航空測候所

#### 法務省
- 仙台法務局名取出張所

出入国在留管理庁
- 仙台出入国在留管理局仙台空港出張所

海上保安庁
- 第二管区海上保安本部仙台航空基地
- 海上保安学校宮城分校

#### 防衛省
自衛隊
- 陸上自衛隊岩沼訓練場

### 施設

#### 警察
本部
- 宮城県警察 岩沼警察署

交番
- 増田交番（旧増田警察署）

#### 消防
本部
- 名取市消防本部

消防署
- 名取消防署（増田五丁目18番32号）

出張所
- 閖上出張所（閖上七丁目1番8号）
- 手倉田出張所（手倉田字諏訪559番地の2）
- 高舘出張所（高舘熊野堂字五反田山11番地の150）

#### 医療・福祉
主な病院
- 宮城県立がんセンター（地方独立行政法人宮城県立病院機構運営で、同本部が入居している）
- 宮城県立精神医療センター（地方独立行政法人宮城県立病院機構運営）

#### 郵便局
郵便番号は大半の地域で981-12xxであるが、仙台空港関係施設（下増田字南原）および南部の本郷、堀内地区は岩沼郵便局が担当することを示す989-24xxである。
主な郵便局
- 名取郵便局（集配局）

- 名取増田郵便局
- 館腰郵便局

- 名取大手町郵便局
- 名取ニュータウン郵便局

- 高館郵便局
- 名取ゆりが丘郵便局

- 閖上郵便局
- イオンモール名取内郵便局

簡易郵便局
- 広浦簡易郵便局
- 愛島簡易郵便局

#### 図書館
- 名取市図書館
  - 蔵書数は約14万8千冊である。このほか自動車図書館「なかよし号」、公民館図書室（10ヶ所）があり、それらを合わせると蔵書数は約17万3千冊である（市民1人あたり約2.5冊、2007年）。1976年（昭和51年）の開設時より視聴覚教育教材センターが併設されていた。1995年（平成7年）に分離独立したが、図書館法の改正に伴い2010年（平成22年）4月に図書館に業務統合された。

#### 文化施設
- 名取市震災復興伝承館
- 名取市文化会館
  - 文化会館は大中小の各ホールと練習室、楽屋、展示ギャラリー等をそなえた文化施設である。プロの演奏会、演劇をはじめ、アマチュア演奏家の発表会や地元の学校の卒業式等、様々な用途に使われている。
- 青少年教育団体
- ボーイスカウト名取第１団。名取市はボーイスカウト活動が活発で、宮城県で最大の団である。

#### 体育施設
- 市民体育館
- 十三塚公園（市民球場、陸上競技場）

## 対外関係

### 姉妹都市・提携都市

#### 国内
姉妹都市
- 上山市（東北地方 山形県）
  - 1978年（昭和53年）5月10日 - 姉妹都市盟約。上山市は名取市と同じ北緯38度線上に位置する。
- 新宮市（近畿地方 和歌山県）
  - 2008年（平成20年）10月8日 - 姉妹都市盟約。

#### 海外
姉妹都市
- グアララッペス市（ブラジル連邦共和国）
  - 1979年（昭和54年）3月31日 - 姉妹都市盟約。

## 経済

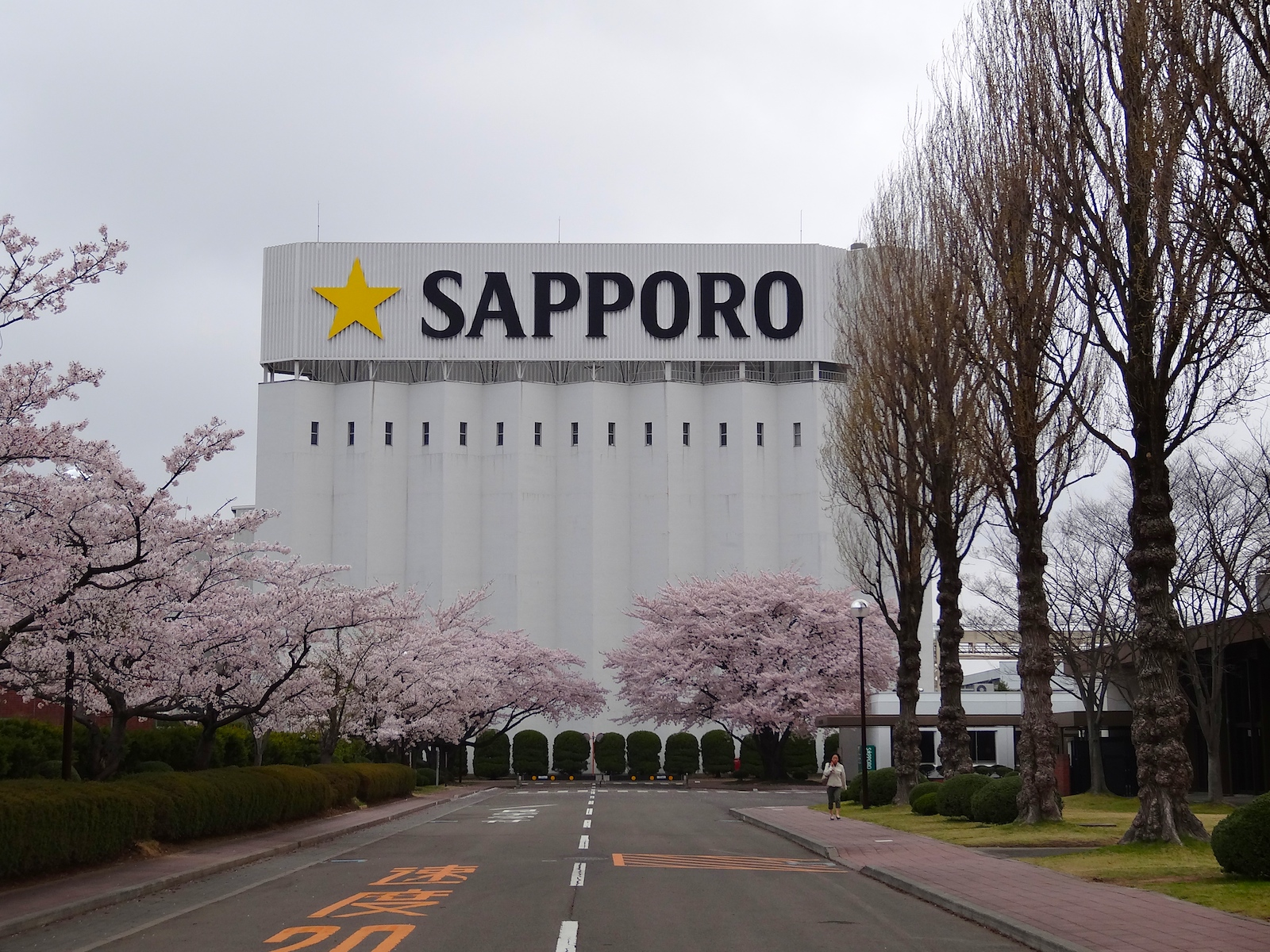
名取駅西口駅前にあるサッポロビール仙台工場（2012年4月25日）。

- 産業別人口（2005年国勢調査のデータによる）
  - 第1次産業に従事する者：2027人（約6.3%）
  - 第2次産業に従事する者：7351人（約22.8%）
  - 第3次産業に従事する者：22867人（約70.9%）

### 第一次産業

#### 農業
主な農産物
- 米（ササニシキ、ひとめぼれなど）
- カーネーション（東北一の生産量）
- メロン
- タケノコ
- セリ
- ミョウガ

#### 水産業
主な海産物
- ヒラメ
- 赤貝
- シャコエビ

### 第二次産業

#### 工業
主な工場
- サッポロビール仙台工場
- 仙台ニコン

### 第三次産業

#### 商業
主な商業施設
- イオンタウン名取
- なとりりんくうタウン
  - イオンモール名取

### 金融機関
- 七十七銀行（指定金融機関）
- 仙台銀行
- 東邦銀行
- 宮城第一信用金庫
- 仙南信用金庫
- 名取岩沼農業協同組合

## 情報・生活

### マスメディア

#### 放送局
ラジオ放送
- エフエムなとり

### ライフライン

#### 電力
- 東北電力

#### ガス
- 仙台市ガス局

#### 上下水道
- 名取市水道事業所

#### 電信
- NTT東日本
  - NTT東日本-東北

市外局番
市外局番は大部分の地域で仙台市と同じ「022」であるが、市南端の堀内地区などでは「0223」（岩沼MA）が使用される。
市内局番は以下の通り。
- 増田収容局…381-1〜3、382〜384、784
- 閖上収容局…381-9、385-2
- 高舘第2収容局…381-6、386
- 岩沼桜収容局…(0223)22〜25（岩沼MA）
- ひかり電話(仙台MA)…仙台市と同一
- ひかり電話(岩沼MA)…(0223)36

## 教育

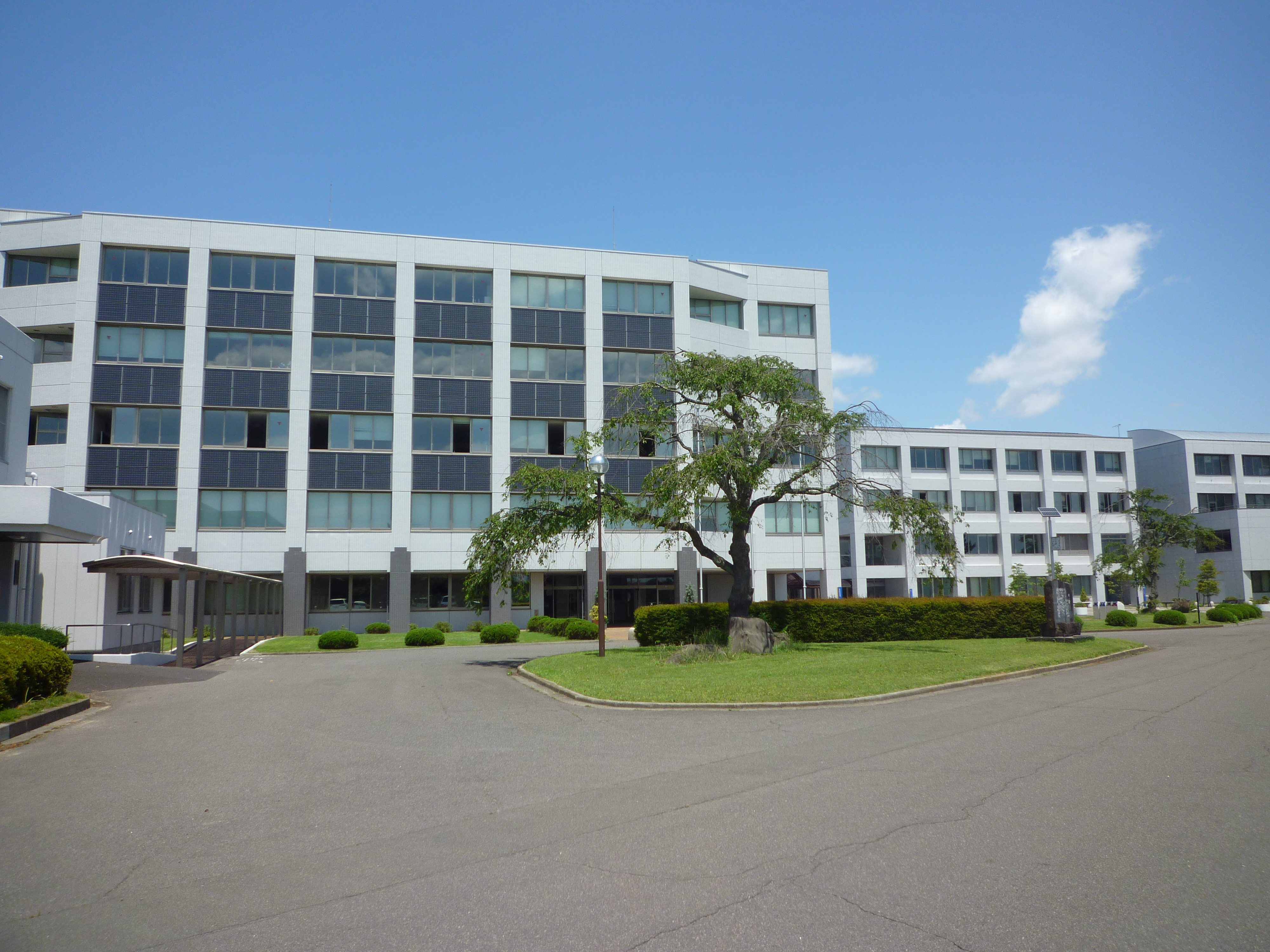
仙台高等専門学校の名取キャンパス。

市内には、私立大学1校、国立高専1校、県立専修学校2校、県立高校3校、市立中学校5校、市立小学校11校がある。
また、特別支援学校が県立1校、幼稚園が市立4園、私立5園、市立保育所が7ヶ所、児童センターが8ヶ所（分館1ヶ所を含む）に設置されている。
そのほか、宮城県警察学校が1999年（平成11年）に仙台市青葉区台原より愛島笠島に移転している。

### 大学
私立
- 尚絅学院大学

### 高専
国立
- 仙台高等専門学校名取キャンパス（旧・宮城工業高等専門学校）

### 専修学校
県立
- 宮城県農業大学校（専修学校専門課程）

### 高等学校
公立
- 宮城県名取北高等学校
- 宮城県農業高等学校
- 宮城県美田園高等学校

### 小中学校
市立
- 名取市立閖上（ゆりあげ）小中学校

### 中学校
市立
- 名取市立増田中学校
- 名取市立第一中学校
- 名取市立第二中学校
- 名取市立みどり台中学校

### 小学校
市立
- 名取市立増田小学校
- 名取市立下増田（しもますだ）小学校
- 名取市立館腰（たてこし）小学校
- 名取市立愛島（めでしま）小学校
- 名取市立高舘（たかだて）小学校
- 名取市立不二が丘小学校
- 名取市立増田西小学校
- 名取市立ゆりが丘小学校
- 名取市立相互台小学校
- 名取市立那智が丘小学校 （学力向上フロンティア指定校[16]）

### 特別支援学校
県立
- 宮城県立名取支援学校（知的障害を対象） - 仙台市の太白区全域と若林区の一部も本校の学区となっている。
- 宮城県立名取支援学校名取が丘校（小学部のみ。名取市立不二が丘小学校内に設置）

## 交通

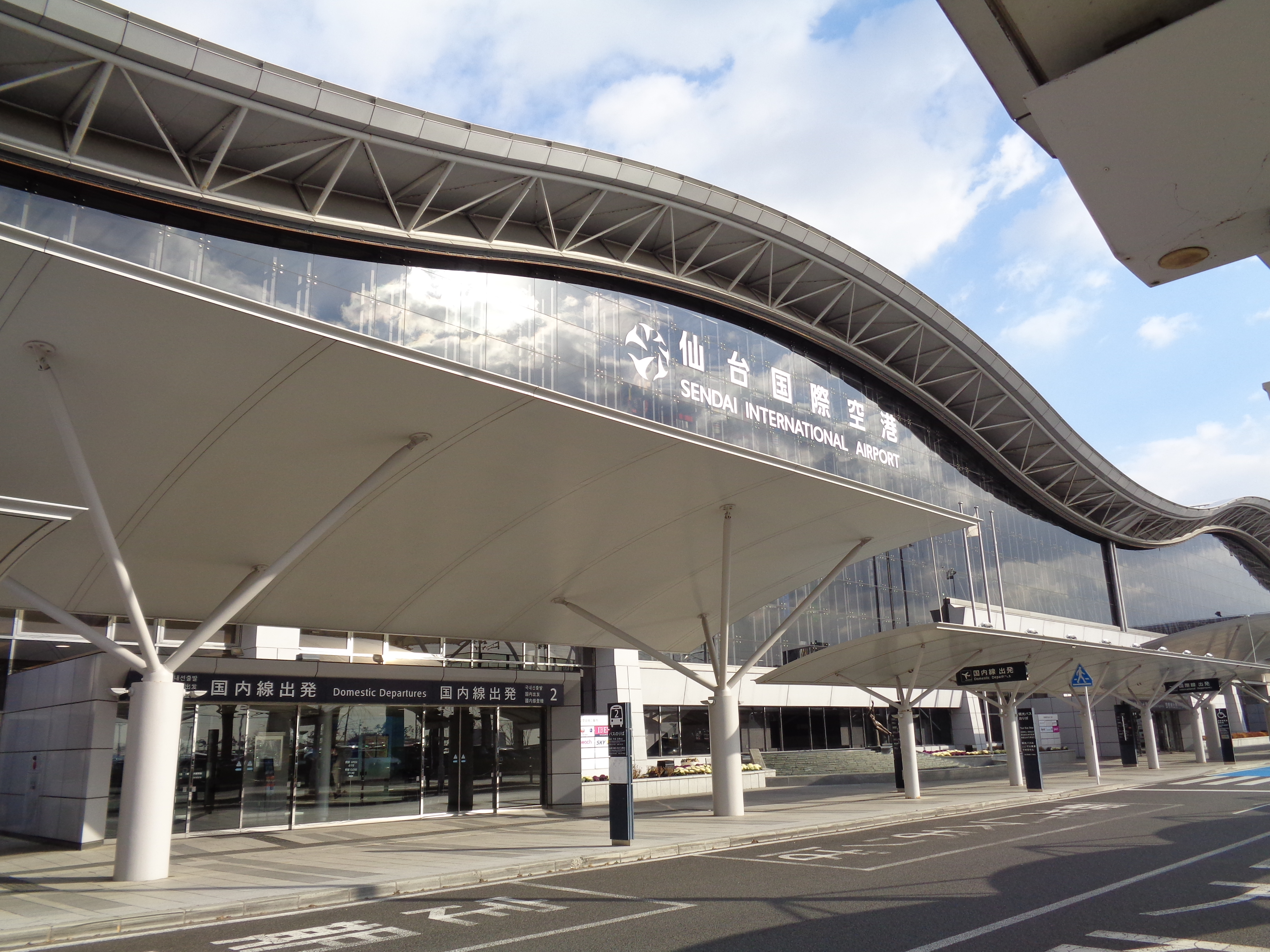
仙台空港ターミナルビル

### 空路

#### 空港
市内に仙台空港がある。

### 鉄道

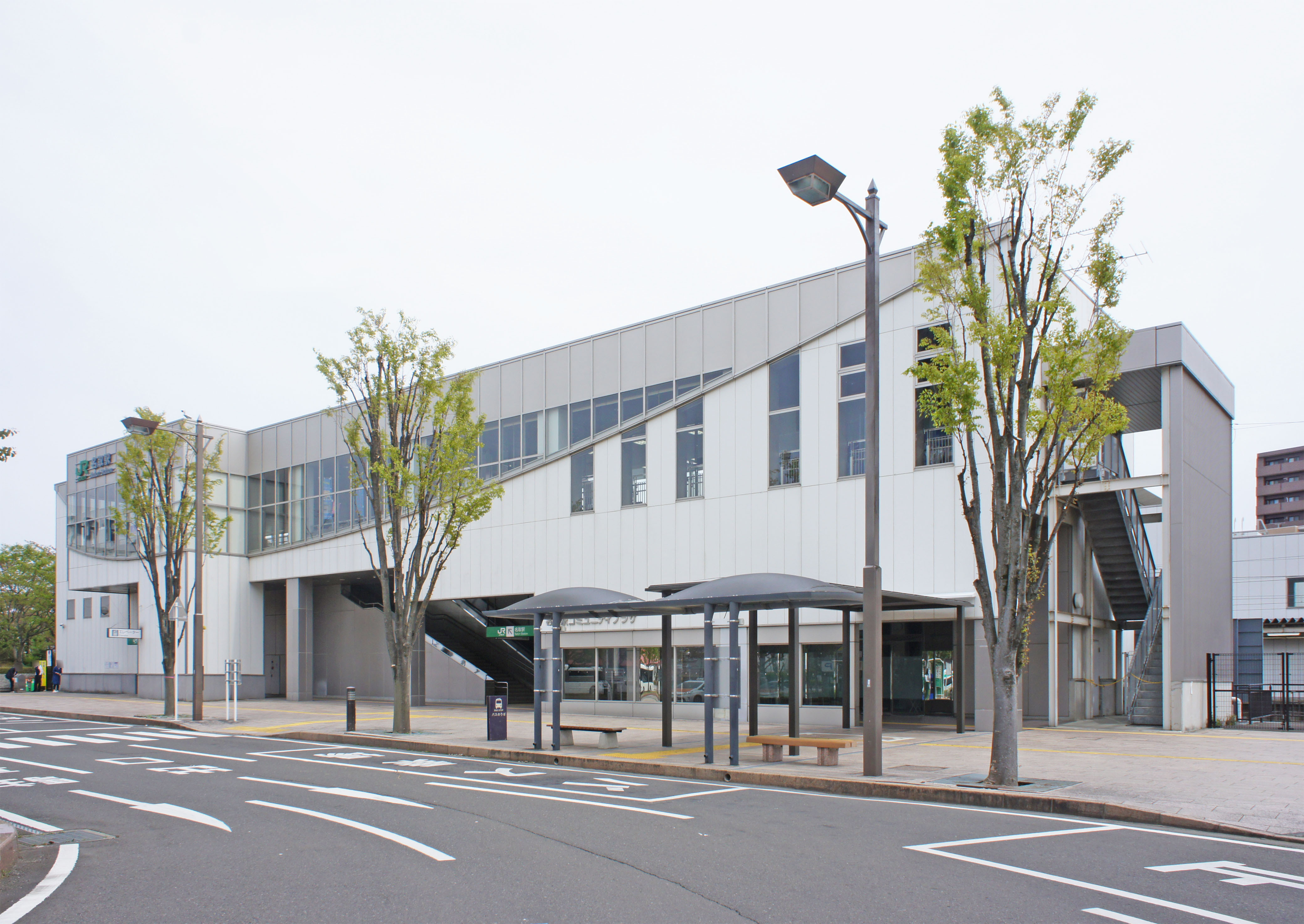
名取駅

中心となる駅 名取駅

#### 新幹線
東北新幹線が白石蔵王駅 - 仙台駅間で当市を通過しているが、当市に駅は存在しない。

#### 鉄道路線
東日本旅客鉄道（JR東日本）
- 東北本線：館腰駅 - 名取駅

仙台空港鉄道
- 仙台空港線：名取駅 - 杜せきのした駅 - 美田園駅 - 仙台空港駅

### バス

#### 路線バス
- なとりん号（名取市民乗合バス）
  - 2023年10月1日より大新東に運行委託（デマンド交通「なとりんくる」も含む）。
- 宮城交通（尚絅学院大線、ライフタウン名取線）
- 岩沼市民バス（仙台空港停留所のみ）

### 道路

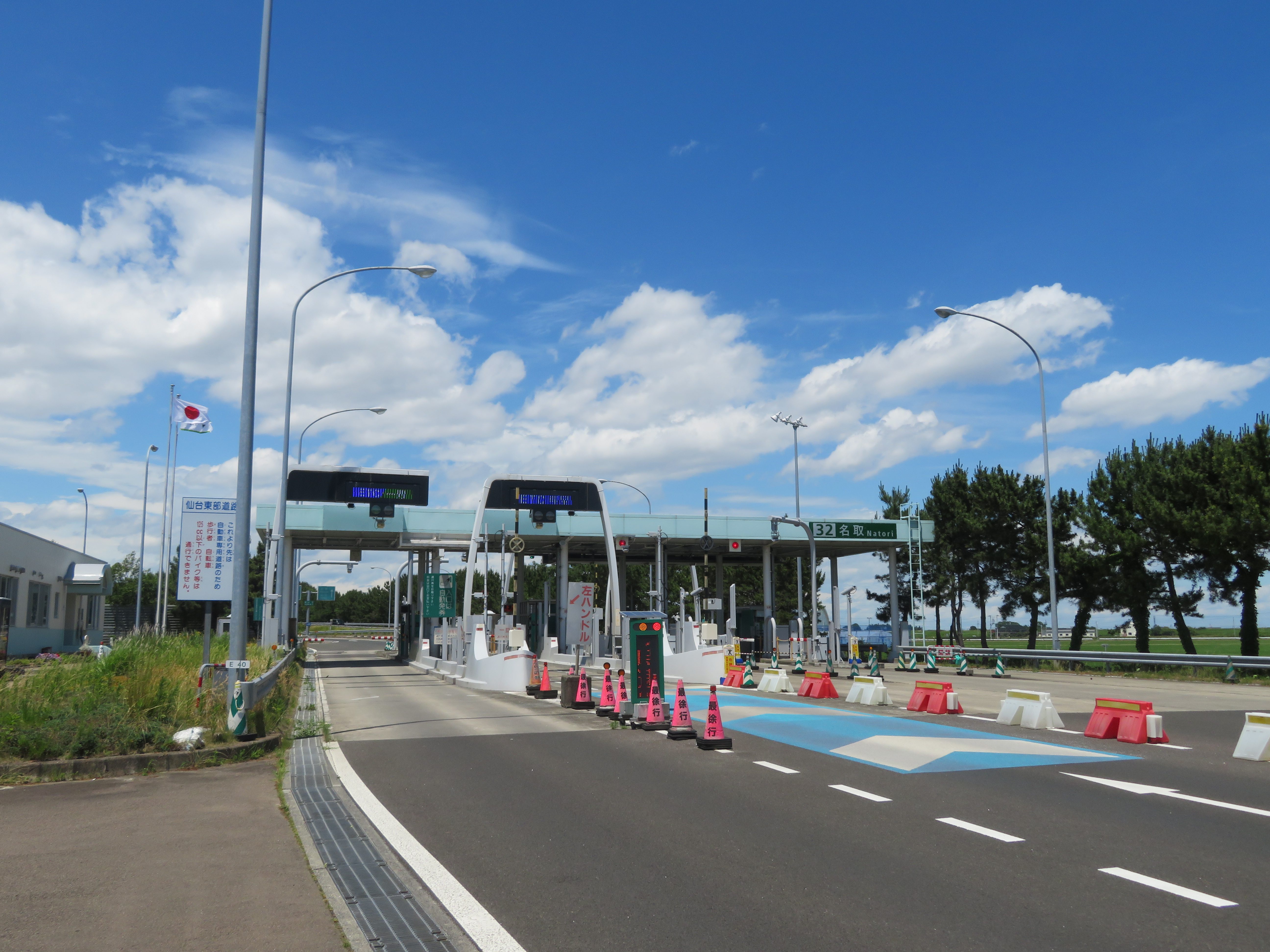
名取IC

中世までの街道は、丘陵寄りで仙台平野の縁を通っていた。おおよそ現在の宮城県道39号仙台岩沼線にあたる道である。江戸時代に奥州街道が設定されたとき、平野を南北にまっすぐ縦貫する道が開かれた。かつての国道4号（陸羽街道）で、街道に置かれた増田宿は現在の市街中心部にあたる。

#### 高速道路
東日本高速道路（NEXCO東日本）
- E6仙台東部道路：仙台空港IC、名取中央SIC、名取IC

また、E4東北自動車道仙台南ICおよびE48仙台南部道路山田ICが仙台市との境の近くにある。

#### 国道
- 国道4号
  - 北方面 - 仙台・大崎・栗原・一関・盛岡・青森
  - 南方面 - 岩沼・柴田・大河原・白石・福島・郡山・宇都宮・小山・東京
- 国道6号(市内を含む、仙台市苦竹～岩沼市藤浪交差点までは国道4号と重複)
  - 南方面 - 亘理・山元・新地・相馬・南相馬・いわき・日立・水戸・土浦・東京
- 国道286号

#### 県道
主要地方道
- 宮城県道10号塩釜亘理線
- 宮城県道20号仙台空港線
- 宮城県道39号仙台岩沼線

一般県道
- 宮城県道118号名取村田線
- 宮城県道126号愛島名取線
- 宮城県道127号杉ヶ袋増田線
- 宮城県道128号名取停車場線
- 宮城県道129号閖上港線
- 宮城県道227号仙台亘理自転車道線
- 宮城県道258号仙台館腰線
- 宮城県道273号仙台名取線
- 宮城県道274号美田園増田線

## 観光

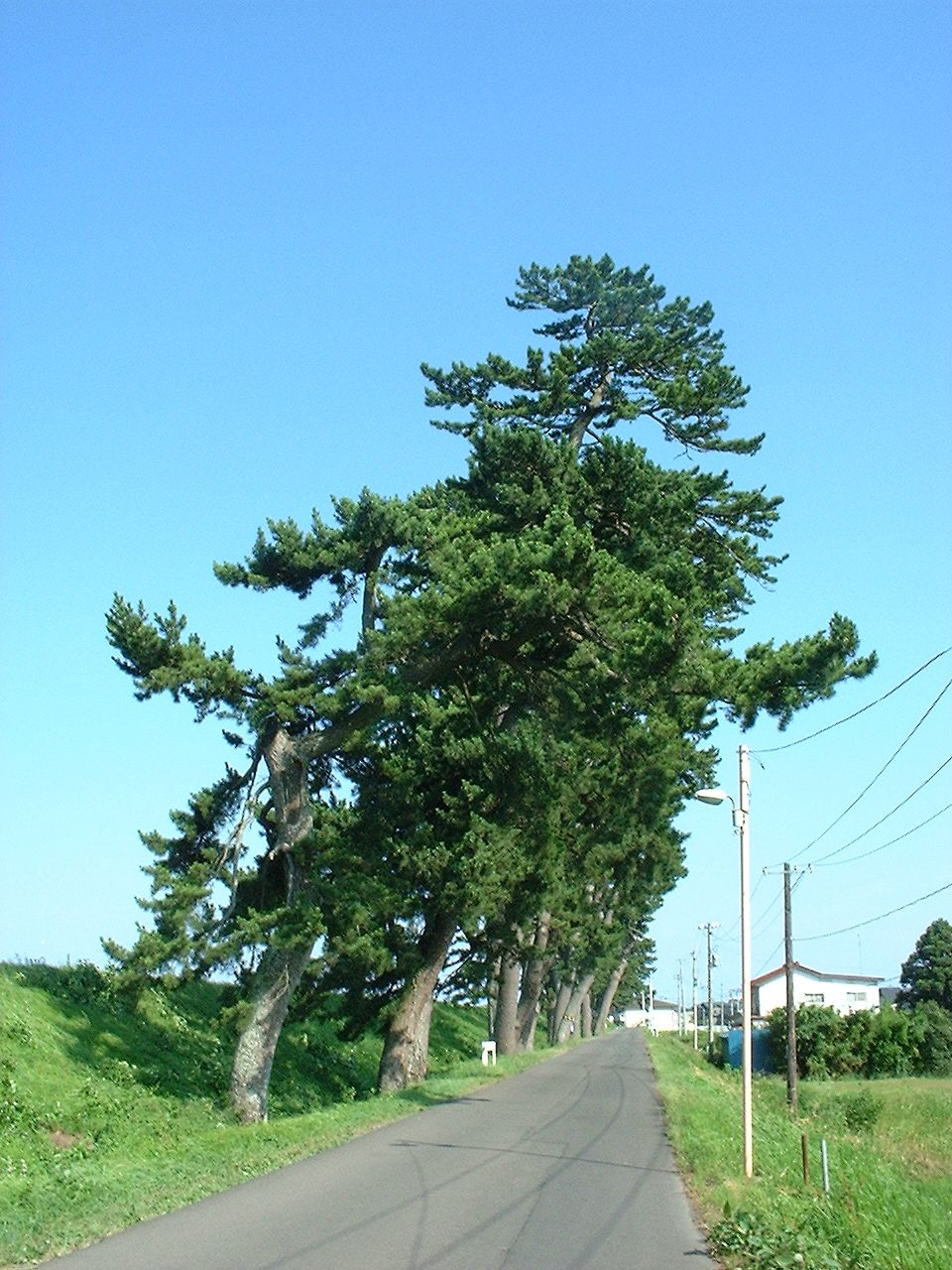
閖上の「あんどん松」

### 名所・旧跡
神社
- 名取熊野三社
  - 熊野新宮社
  - 熊野本宮社
  - 熊野那智神社
- 佐倍乃神社
- 下増田神社
- 多賀神社（東多賀）

寺院
- 秀麓斎

遺跡
- 飯野坂古墳群
- 雷神山古墳 - 東北地方最大の前方後円墳
- 七島観世音菩薩遺跡

史跡
- 洞口家住宅

### 観光スポット
- 実方中将の墓（さねかたちゅうじょうのはか）
  - 愛島の道祖神から1kmほど北にある。実方は道祖神を下馬せず通過したところ落馬し落命したと伝えられている。墓のそばには西行の歌碑や松尾芭蕉の句碑がある。西行は現地を訪れ「朽ちもせぬ其の名ばかりを留めおきて、枯野のすゝきかたみにぞ見る」と詠んでいるが、芭蕉は悪路のため訪ねることができず「笠島はいずこ五月のぬかり道」と詠んだ。芭蕉の句碑は実際にこの句を詠んだ奥州街道沿いの植松にもある。
- ゆりあげ港朝市（ゆりあげみなとあさいち）
  - 毎週日曜・祝日に閖上港近くで行なわれる朝市。閖上港で水揚げされた新鮮な魚介類が豊富。
- かわまちてらす閖上
  - 生まれ変わった閖上のまちを照らし、水辺のテラスがにぎわいを作る新しい商店街。
- 東北電力名取スポーツパーク
  - 東北電力が建設した総合運動公園。各種スポーツ大会やフリーマーケットが催される。しかし、東日本大震災のため施設の損壊が相次ぎ、一部では利用再開されるも、完全復旧のめどが立たなくなったため2012年6月の閉鎖が決定[17]
- 貞山運河（ていざんうんが）
  - 「貞山堀」とも呼ばれる。阿武隈川と松島湾を結ぶ運河。江戸時代初めに伊達政宗が作った運河を端緒として、次々に作られた運河が連結・延長して長くなった。政宗の法名にちなんで命名された。
- あんどん松
  - 名取川の堤防に沿った松並木。樹齢は300年を超えており、伊達政宗が植えたものであるといわれる。

## 文化・名物

### 文化財

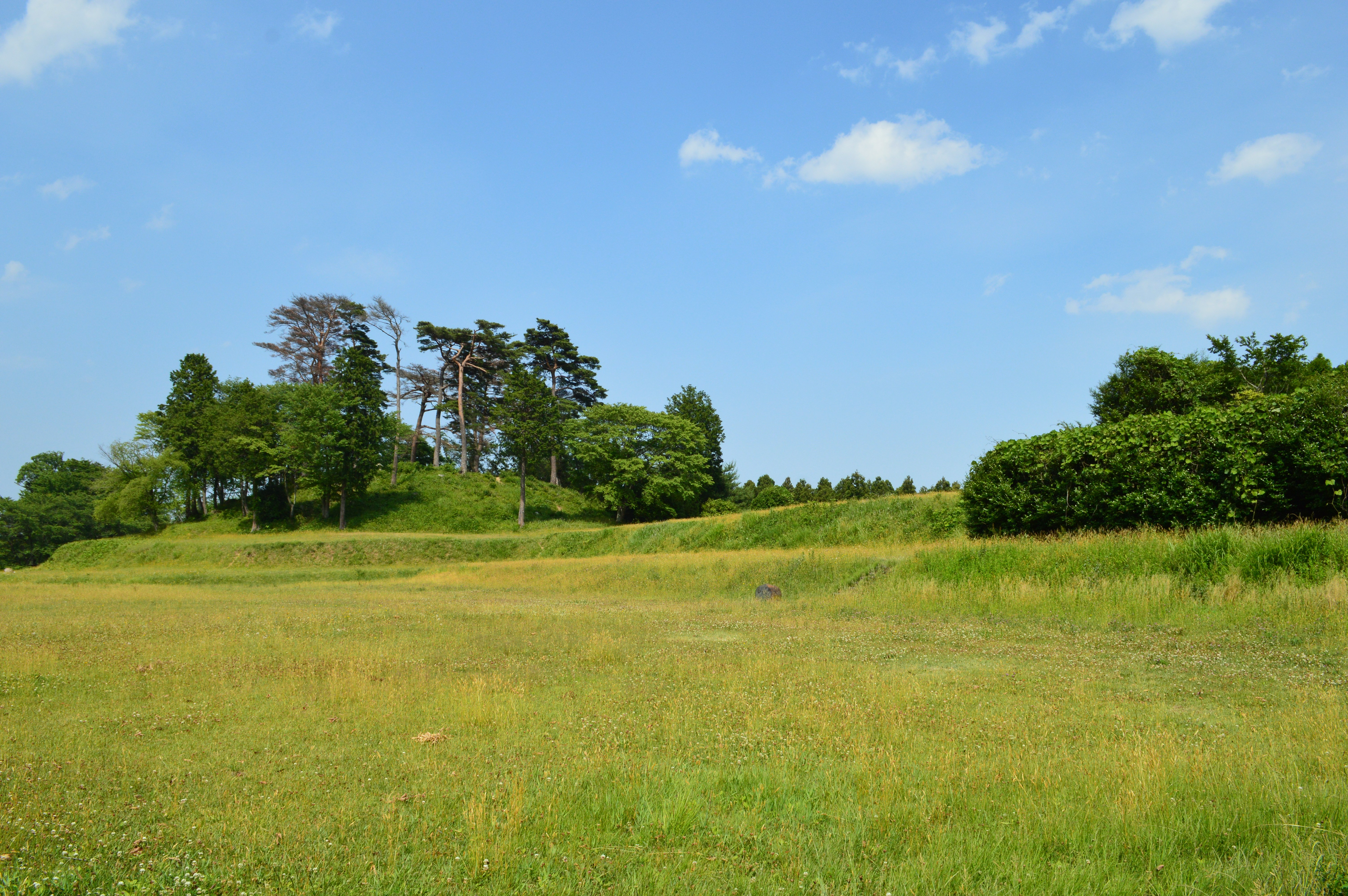
前方後円墳である雷神山古墳。

名取市は文化財が豊富である。国および宮城県指定の文化財は以下のとおり。
- 雷神山古墳（らいじんやまこふん）
東北地方の中では最大の前方後円墳で、4世紀末から5世紀初頭にかけて作られたものと考えられる。国の記念物（史跡）に指定され、史跡公園として整備されている。
- 飯野坂古墳群
国の記念物（史跡）に指定。前方後方墳5基と方墳2基からなる。
- 旧中澤家住宅
国の重要文化財に指定。江戸時代の農家。十三塚公園に移築されている。
- 洞口家住宅
国の重要文化財に指定。江戸時代の農家。農家レストランとして利用されている。
- 熊野那智神社
懸仏（かけぼとけ）・銅鏡が国の重要文化財および県の有形文化財に指定されている（国指定41点、県指定114点）。
- 熊野新宮寺
所蔵の一切経（2,568巻）が国の重要文化財に指定。
- 熊野神社
本殿は県指定の有形文化財。熊野堂神楽、熊野堂舞楽が県指定の無形民俗文化財。
- 道祖神神楽
県指定の無形民俗文化財。

### 祭事・催事
- なとり夏まつり
  - 毎年8月上旬に催される。名取川河口での花火大会など。
- サッポロビールまつり
  - 毎年6月に名取駅に隣接するサッポロビール仙台工場で行われていたお祭り（2010年現在再開されていない）。工場を開放し、見学や各種イベント等がある。ビールの無料試飲あり。

### 名産・特産
- 笹かまぼこ
- ビーテラ
市内のビール工場のビール酵母を使ったカステラ。ビールの香りがする。
- 焼き鰈
その昔、閖上で採れた鰈に塩をふって焼き、日持ちのする状態にして仙台方面へ出荷したという。

## 著名な出身者
- 相澤一成 - 俳優
- 真山明大 - 俳優
- 仙名彩世 - 元宝塚歌劇団花組トップ娘役
- 姫宮なぎさ - タレント
- 柩 - ミュージシャン
- 吉川団十郎 - ミュージシャン
- 星孝典 - 野球選手
- 田中雄大 - サッカー選手
- 檀崎竜孔 - サッカー選手
- 小野寺太志 - バレーボール選手
- 荒川秀之助 - 元競輪選手
- 桂川質郎 - 元力士
- 犬山紙子 - コラムニスト
- 橋浦方人 - 映画監督
- 菊地身智雄 - 技監

## 作品
名取市を舞台とした作品

### 映画
- すずめの戸締まり - 閖上地区の日和山とされる場所が物語の終盤のシーンで描かれている。

### 漫画・テレビアニメ
- フードコートで、また明日。 - イオンモール名取が主な舞台。